# Jevgenyij Alekszandrovics Kafelnyikov
Jevgenyij Alekszandrovics Kafelnyikov (oroszul: Евгений Александрович Кафельников; Szocsi, 1974. február 18.) korábbi világelső orosz teniszező. Két egyéni (1996: Roland Garros, 1999: Australian Open) és négy páros Grand Slam-tornát nyert, valamint megnyerte a férfi egyéni aranyérmet a Sydney-i olimpiai játékokon. 2002-ben tagja volt a Davis-kupa-győztes orosz csapatnak. 2004-ben vonult vissza, karrierje során összesen 26 egyéni, 27 páros ATP-tornát nyert.
2019-ben az International Tennis Hall of Fame (Teniszhírességek Csarnoka) tagjai közé választották.

## Egyéni Grand Slam-döntői

### Győzelmek (2)
| Év   | Bajnokság       | Ellenfél a döntőben | Döntő eredménye       |
| ---- | --------------- | ------------------- | --------------------- |
| 1996 | Roland Garros   | Michael Stich       | 7-6(4), 7-5, 7-6(4)   |
| 1999 | Australian Open | Thomas Enqvist      | 4-6, 6-0, 6-3, 7-6(1) |

### Elveszített döntő (1)
| Év   | Bajnokság       | Ellenfél a döntőben | Döntő eredménye    |
| ---- | --------------- | ------------------- | ------------------ |
| 2000 | Australian Open | Andre Agassi        | 3-6, 6-3, 6-2, 6-4 |

## Páros Grand Slam-döntői

### Győzelmek (4)
| Év   | Bajnokság     | Partner       | Ellenfelek a döntőben            | Döntő eredménye |
| ---- | ------------- | ------------- | -------------------------------- | --------------- |
| 1996 | Roland Garros | Daniel Vacek  | Guy Forget & Jakob Hlasek        | 6-2, 6-3        |
| 1997 | Roland Garros | Daniel Vacek  | Todd Woodbridge & Mark Woodforde | 7-6, 4-6, 6-3   |
| 1997 | US Open       | Daniel Vacek  | Jonas Björkman & Nicklas Kulti   | 7-6, 6-3        |
| 2002 | Roland Garros | Paul Haarhuis | Mark Knowles & Daniel Nestor     | 7-5, 6-4        |

### Elveszített döntő (1)
| Év   | Bajnokság     | Partner       | Ellenfelek a döntőben  | Döntő eredménye |
| ---- | ------------- | ------------- | ---------------------- | --------------- |
| 2003 | Roland Garros | Paul Haarhuis | Bob Bryan & Mike Bryan | 7-6(3), 6-3     |